# Société Nationale de Constructions Aéronautiques du Sud-Ouest
Société Nationale des Constructions Aéronautiques du Sud-Ouest, mais conhecida por SNCASO ou Sud-Ouest, foi uma empresa aeroespacial francesa criada em 1936. Em 1957 fundiu-se com a SNCASE (Société Nationale de Constructions Aéronautiques du Sud-est), formando a Sud Aviation.

## Modelos

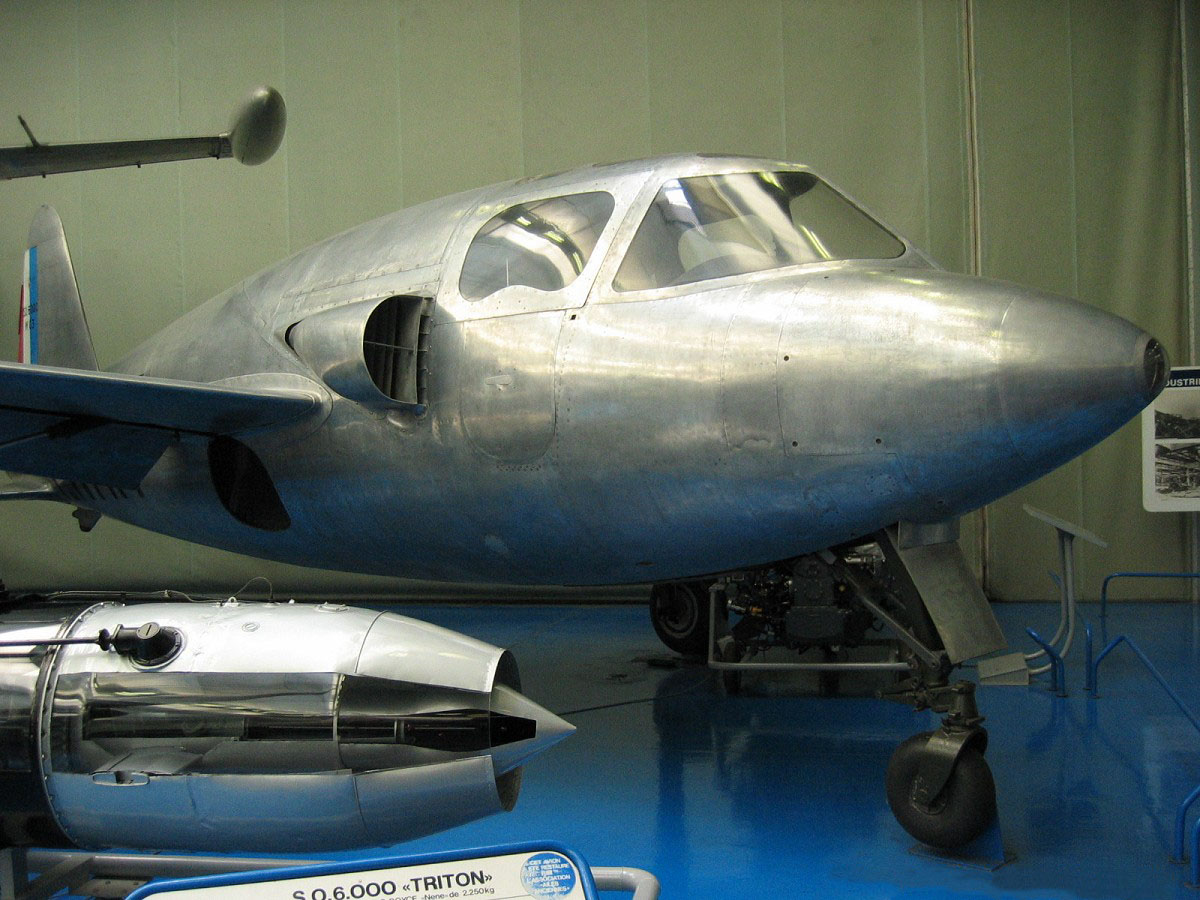
SO.6000 Triton n°3

- SO.30 Bretagne
- SO.90 Corse
- SO.1100
- SO.1120 Ariel
- SO.1220 Djinn
- SO.1310 Farfadet
- SO.3050 1945 tourer
- SO.4000
- SO.6000 Triton n°3SO.M-1
- SO.M-2
- SO.4050 Vautour
- SO.6000 Triton
- SO.6020 Espadon
- SO.7010 Pégase
- SO.7055 Deauville
- SO.8000 Narval
- SO.9000 Trident